# Alanno
Pour les articles homonymes, voir Alano.
Alanno est une commune italienne d'environ 3 359 habitants (2022) située dans la province de Pescara, dans la région Abruzzes, en Italie méridionale.

## Économie
Alanno est la commune d'implantation, notamment, d'un laboratoire pharmaceutique nommé Alfa Wassermann S.P.A.

Ce laboratoire produit notamment un médicament contre le météorisme.

## Administration
| Période                                  | Période  | Identité     | Étiquette | Qualité |
| ---------------------------------------- | -------- | ------------ | --------- | ------- |
| mai 2002                                 | En cours | Enisio Tocco |           |         |
| Les données manquantes sont à compléter. |          |              |           |         |

### Communes limitrophes
Cugnoli, Manoppello, Nocciano, Pietranico, Rosciano, Scafa, Torre de' Passeri, Turrivalignani.

## Galerie de photos

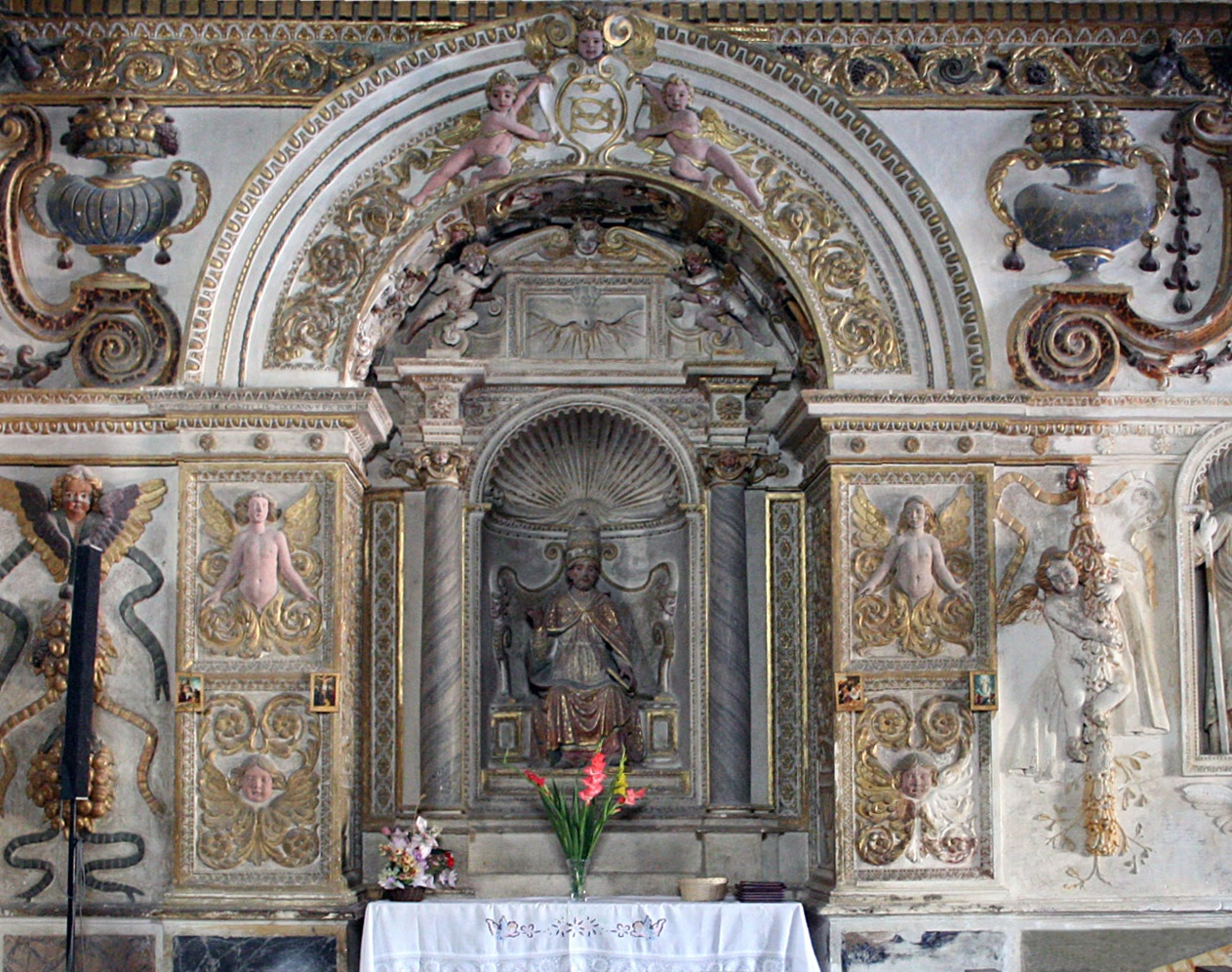
S.Maria delle Grazie.
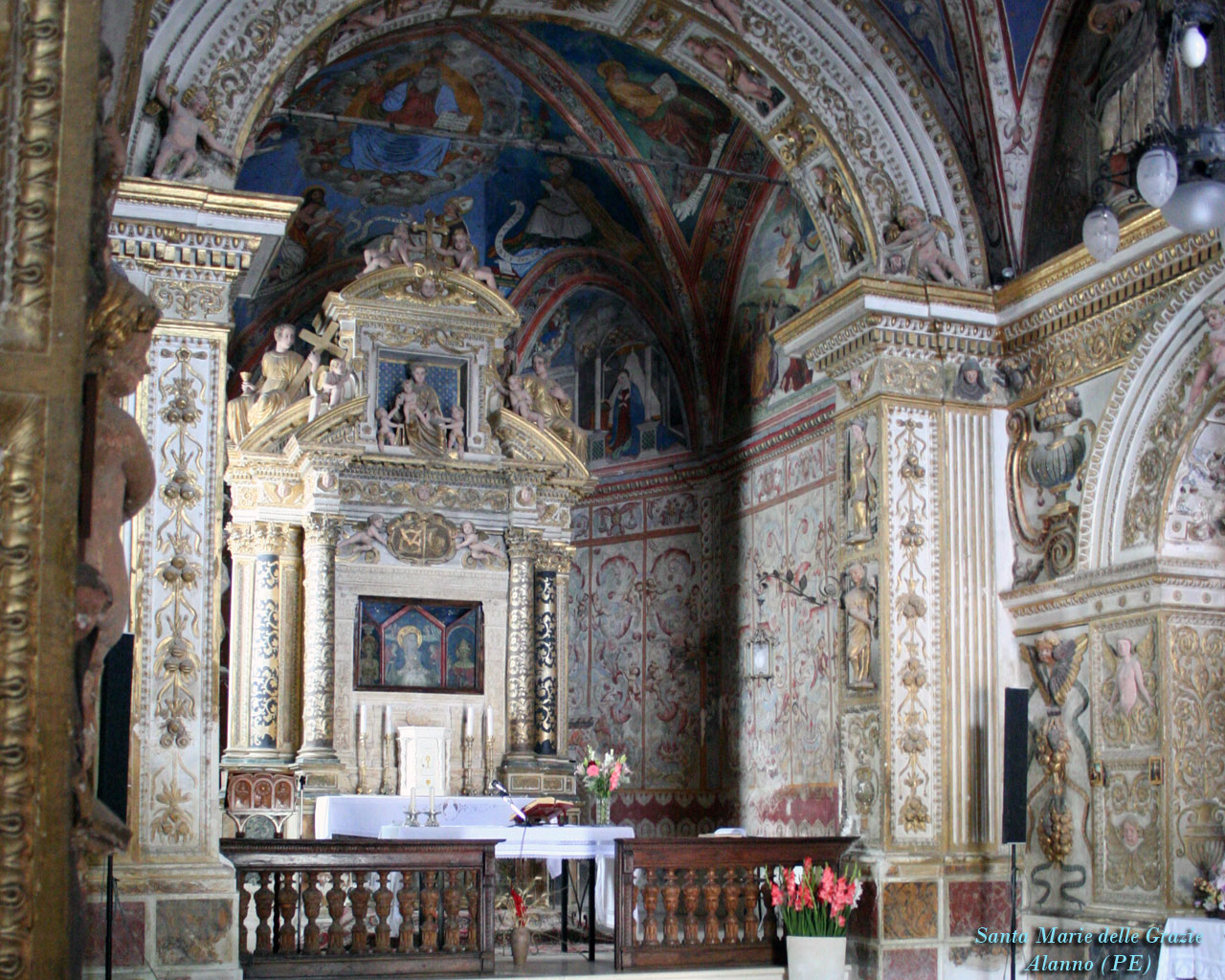
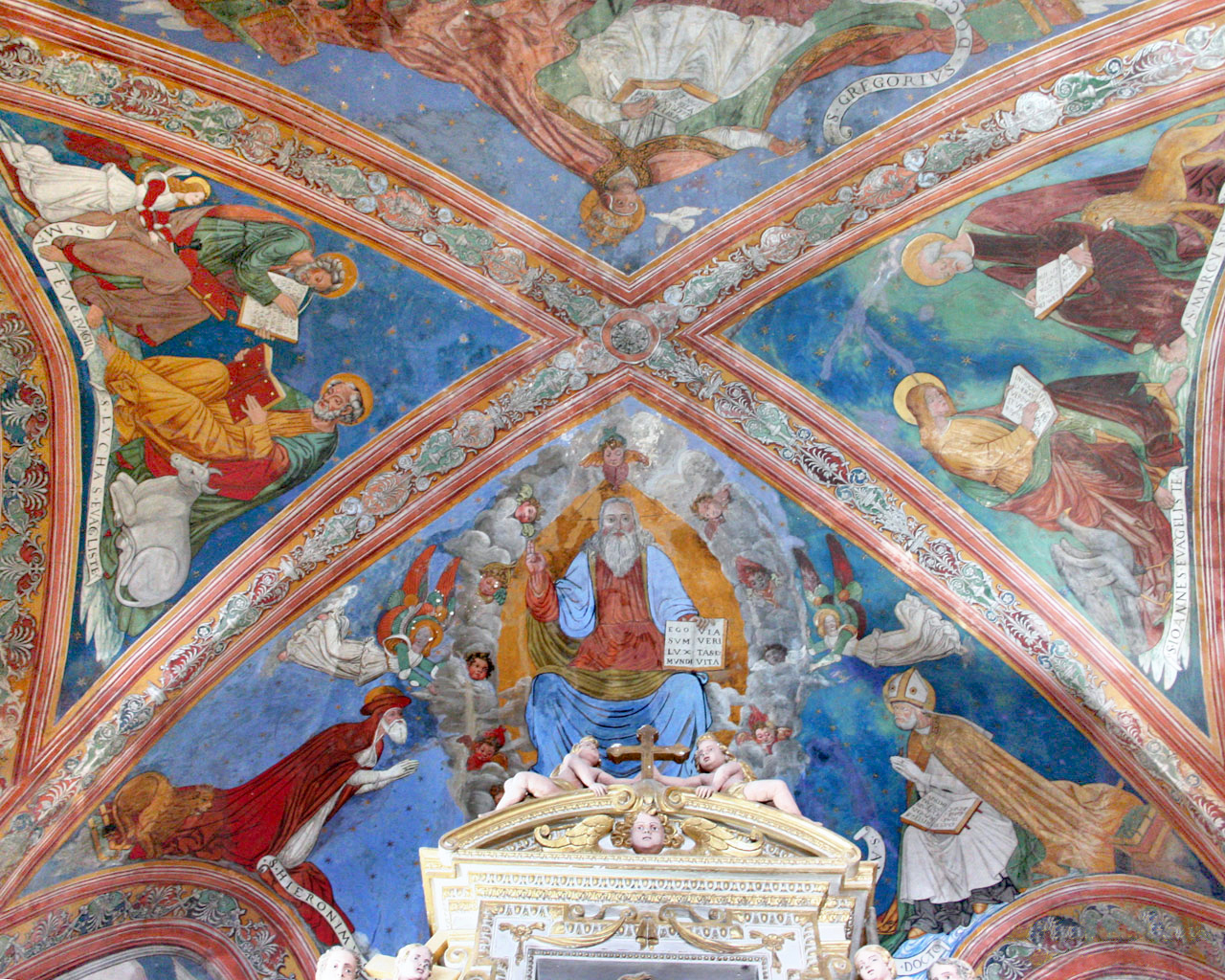